# Монахиня-воин (телесериал)
«Монашка-воительница» (англ. Warrior Nun) — американский фантастический телесериал от стримингового сервиса Netflix, основанный на одноимённой серии комиксов художника и писателя Бена Данна.
Премьера сериала состоялась на Netflix 2 июля 2020 года. 21 августа 2020 года сериал был продлён на 2 сезон.

## Сюжет

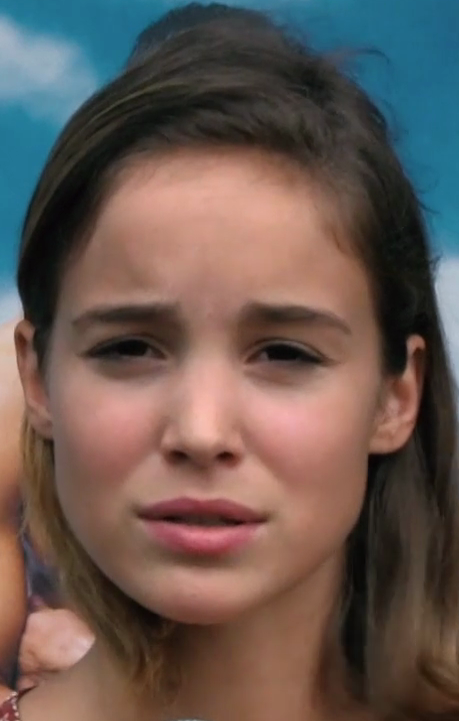
Алба Баптишта

19-летняя Эва просыпается в морге с древним артефактом в спине, и обнаруживает у себя невероятные способности. Она узнаёт о существовании ордена Крестообразного меча — секретного общества монашек-воительниц, защищающих мир от демонов. Теперь она должна найти баланс между новыми обязанностями спасительницы человечества и жизнью обычного подростка.

## Актёрский состав

### Главные роли
- Алба Баптишта — Ава Сильва
- Тойя Тёрнер — cестра Мэри / Мэри-Ружьё
- Текла Рётен — Джиллиан Салвиус
- Лорена Андреа — сестра Лилит
- Кристина Тонтери-Янг — сестра Беатрис
- Тристан Ульоа — отец Винсент
- Оливия Делкан — сестра Камилла

### Второстепенные роли
- Жоаким Ди Алмейда — кардинал Франциско Дюретти
- Питер Ди Джерси — Кристиан Шефер
- Лоуп Гайдн Эванс — Майкл Салвиус
- Силвия Ди Фанти — настоятельница мать Суперион
- Эмилио Сакрайя — Джей Си
- Мэй Симон Лифшиц — Шанель
- Димитри Аболд — Рэндал
- Шарлотта Вега — Ариэла Кордовская
- Вильям Миллер — Адриэл

## Список эпизодов
| №  | Название                                             | Режиссёр          | Автор сценария              | Дата премьеры |
| -- | ---------------------------------------------------- | ----------------- | --------------------------- | ------------- |
| 1  | «Psalm 46:5» «Псалтирь 46:5»                         | Джет Уилкинсон    | Саймон Бэрри (телесценарий) | 2 июля 2020   |
| 2  | «Proverbs 31:25» «Притчи 31:25»                      | Джет Уилкинсон    | Терри Хьюз Бёртон           | 2 июля 2020   |
| 3  | «Ephesians 6:11» «К Ефесянам 6:11»                   | Агнешка Смочинска | Эми Берг                    | 2 июля 2020   |
| 4  | «Ecclesiasticus 26:9-10» «Книга Премудрости 26:9-10» | Агнешка Смочинска | Хейтер, Дэвид               | 2 июля 2020   |
| 5  | «Matthew 7:13» «Матфей 7:13»                         | Сара Уокер        | Мэтт Босак                  | 2 июля 2020   |
| 6  | «Isaiah 30:20-21» «Исаия»                            | Сара Уокер        | Эми Берг                    | 2 июля 2020   |
| 7  | «Ephesians 4:22-24» «К Ефесянам 4:22-24»             | Матиас Херндл     | Шейла Уилсон & Сюзан Кейли  | 2 июля 2020   |
| 8  | «Proverbs 14:1» «Псалтирь 14:1»                      | Матиас Херндл     | Дэвид Хейтер                | 2 июля 2020   |
| 9  | «2 Corinthians 10:4» «2 Коринфянам 10:4»             | Саймон Бэрри      | Терри Хьюз Бёртон           | 2 июля 2020   |
| 10 | «Revelation 2:10» «Откровения 2:10»                  | Саймон Бэрри      | Саймон Бэрри                | 2 июля 2020   |